# Душкино (Брянская область)
Душкино — село в Клинцовском районе Брянской области, в составе Медвёдовского сельского поселения.

## География
Находится в западной части Брянской области на расстоянии приблизительно 17 км на юго-восток по прямой от железнодорожного вокзала станции Клинцы на реке Титве.

## История
Возникло не позднее XVI века; церковь Рождества Богородицы упоминается с 1609 (современное деревянное строение 1891). В первой половине XVII века - владение Злотого, позднее - стародубского магистрата, с 1708 - Чарнолузского, затем Галецкого, Бороздны и других. 
До 1781 входило в Новоместскую сотню Стародубского полка; с 1782 по 1802 в Суражском повете, затем до 1929 в Стародубском уезде (с 1861 – в составе Нижневской волости, с 1923 в Стародубской волости); с 1929 в Клинцовском районе. С конца XIX века работала земская школа. В середине XX века - колхоз "Стальной"; действовал детдом (затем школа-интернат). С 1919 по 1954 и в 1974-2005 - центр Душкинского сельсовета; в 1954-1960 в Кневичском, в 1960-1974 в Киваевском сельсовете. Библиотека (с 1954). 
В середине XX века работал колхоз «Стальной». В 1859 году здесь (деревня Стародубского уезда Черниговской губернии) учтено было 82 двора, в 1892—154 двора.

## Население
810 человек (1859), 1356 человек (1892), 433 человека (2002), 354 человек (2010), 293 человека (2013).